# تور دي بيكاردي 2016
تور دي بيكاردي 2016 (بالألمانية: Tour de Picardie 2016) هو سباق دراجات هوائية، وهو الموسم رقم 70 من السباق، وأقيم خلال الفترة 13 مايو 2016، وحتى 15 مايو 2016، وامتدّ لمسافة 526.5 كيلومتر، وهو أحد سباقات طواف أوروبا للدراجات 2016، وهو من نوع سباق المرحلة، وقد شارك في السباق 123 متسابقاً ووصل إلى نهايته 117 متسابقاً.
فاز فيه بالمركز الأول ناصر بوهاني، وبالمركز الثاني سوندر هولست إنجر، وبالمركز الثالث كيني ديهاس، والفائز في ترتيب التسلق ناصر بوهاني، والفريق الفائز في ترتيب الفرق آي أيه إم 2016.

## المراحل
| قائمة المراحل | قائمة المراحل | قائمة المراحل | قائمة المراحل | قائمة المراحل | قائمة المراحل   | قائمة المراحل |
| المرحلة       | التاريخ       | الدورة        |               | المسافة (كم)  | الفائز بالمرحلة | القائد العام  |
| ------------- | ------------- | ------------- | ------------- | ------------- | --------------- | ------------- |
| مرحلة 1       | 13 مايو       |               | مرحلة مستوية  |               |                 | ناصر بوهاني   |
| مرحلة 2       | 14 مايو       |               | مرحلة مستوية  |               |                 | ناصر بوهاني   |
| مرحلة 3       | 15 مايو       |               | مرحلة مستوية  |               | كيني ديهاس      |               |

## التصنيف العام النهائي
| التصنيف العام         | التصنيف العام    | التصنيف العام | التصنيف العام                 | التصنيف العام  |
| العداء                | العداء           | البلد         | الفريق                        | الوقت          |
| --------------------- | ---------------- | ------------- | ----------------------------- | -------------- |
| 1                     | ناصر بوهاني      | فرنسا         | كوفيديس                       | 12 س 28 د 47 ث |
| 2                     | سوندر هولست إنجر | النرويج       | آي أيه إم سايكلنغ             | + 13 ث         |
| 3                     | كيني ديهاس       | بلجيكا        | انترمارشي وانتي جوبيرت ماتيرو | + 13 ث         |
| مصدر: ProCyclingStats |                  |               |                               |                |

## وصلات خارجية
- لمحة عن سباق تور دي بيكاردي 2016 على موقع  ProCyclingStats   (برو  سايكلنج  ستاتس) - إحصاءات  محترفي  الدراجات.
- تور دي بيكاردي 2016 على موقع إحصائيات الدراجات الإحترافية (الإنجليزية)